# Ministère de l'Agriculture et de l'Irrigation
Pour les autres articles nationaux ou selon les autres juridictions, voir Ministère de l'Agriculture.
Le ministère de l'Agriculture et de l'Irrigation (arabe : وزارة الزراعة والري) est le département ministériel du gouvernement yéménite chargé de l'agriculture et de l'irrigation.

## Liste des ministres
| Début            | Fin      | Ministre                       | Gouvernement                                                                              |
| ---------------- | -------- | ------------------------------ | ----------------------------------------------------------------------------------------- |
| 17 décembre 2020 | En poste | Salem Abdullah Issa Al-Soqotri | Gouvernement Maïn Abdelmalek Saïd (2)                                                     |
| 2018             | 2020     | Othman Mujali                  | Gouvernement Maïn Abdelmalek Saïd (1)                                                     |
| 2014             | 2018     | Farid Ahmed Mujaour            | Gouvernement Khaled Bahah (1) Gouvernement Khaled Bahah (2) Gouvernement Ahmed ben Dagher |

## Annexe